# حديقة براكين هاواي الوطنية

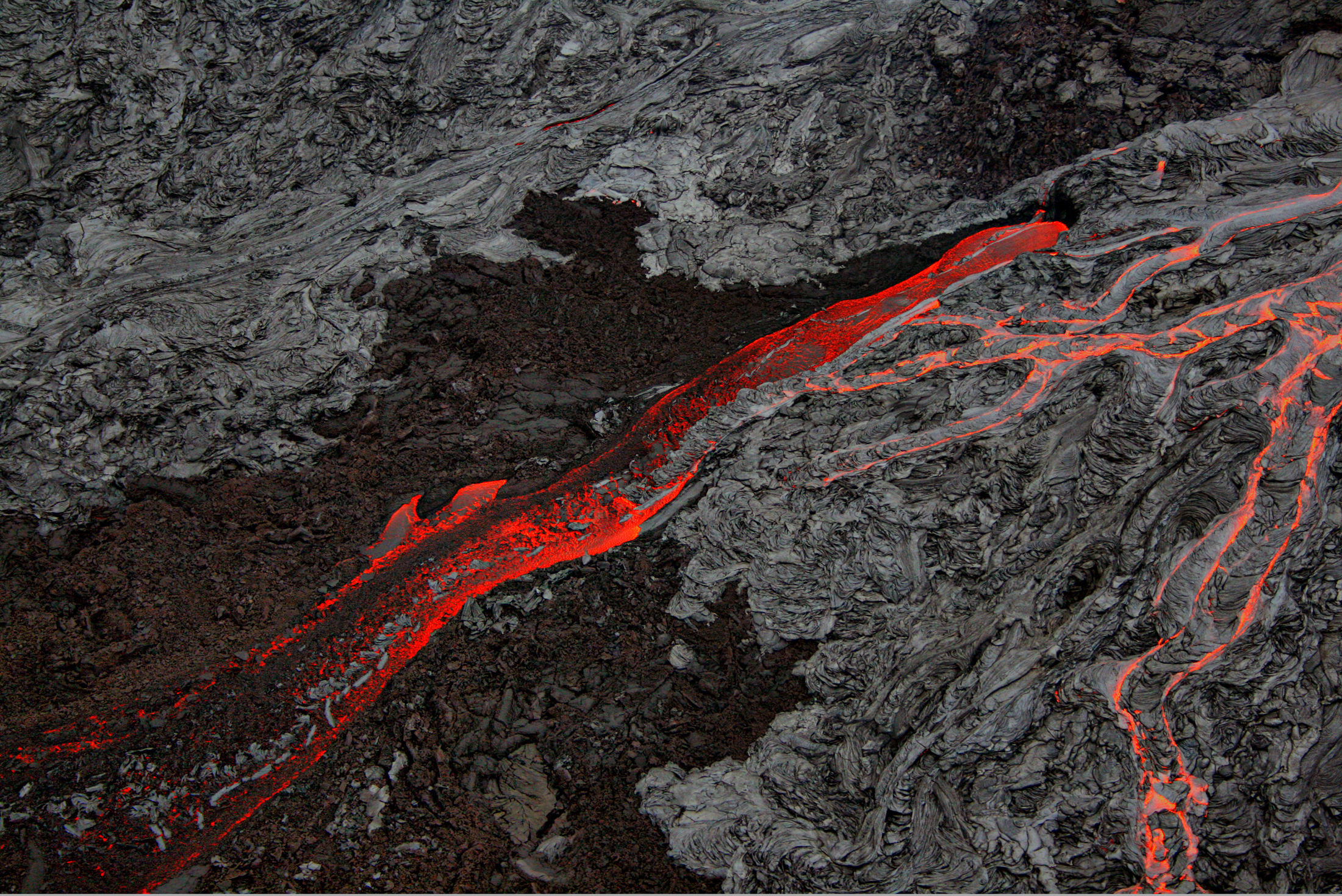
حمم اللافا في حديقة براكين هاواي.

حديقة براكين هاواي الوطنية (بالإنجليزية: Hawaiʻi Volcanoes National Park)‏ هي حديقة وطنية تقع في هاواي، الولايات المتحدة تأسست عام 1916، وتضم بركاني كيلاويا ومونا لوا وهي تعد من أضخم البراكين في العالم.
تمتد الحديقة على مساحة 1308 كم مربع، وهي تعد حديقة براكين هاواي أحد مواقع برنامج الإنسان والمحيط الحيوي، بالإضافة إلى كونها أحد مواقع التراث العالمي.

## معرض

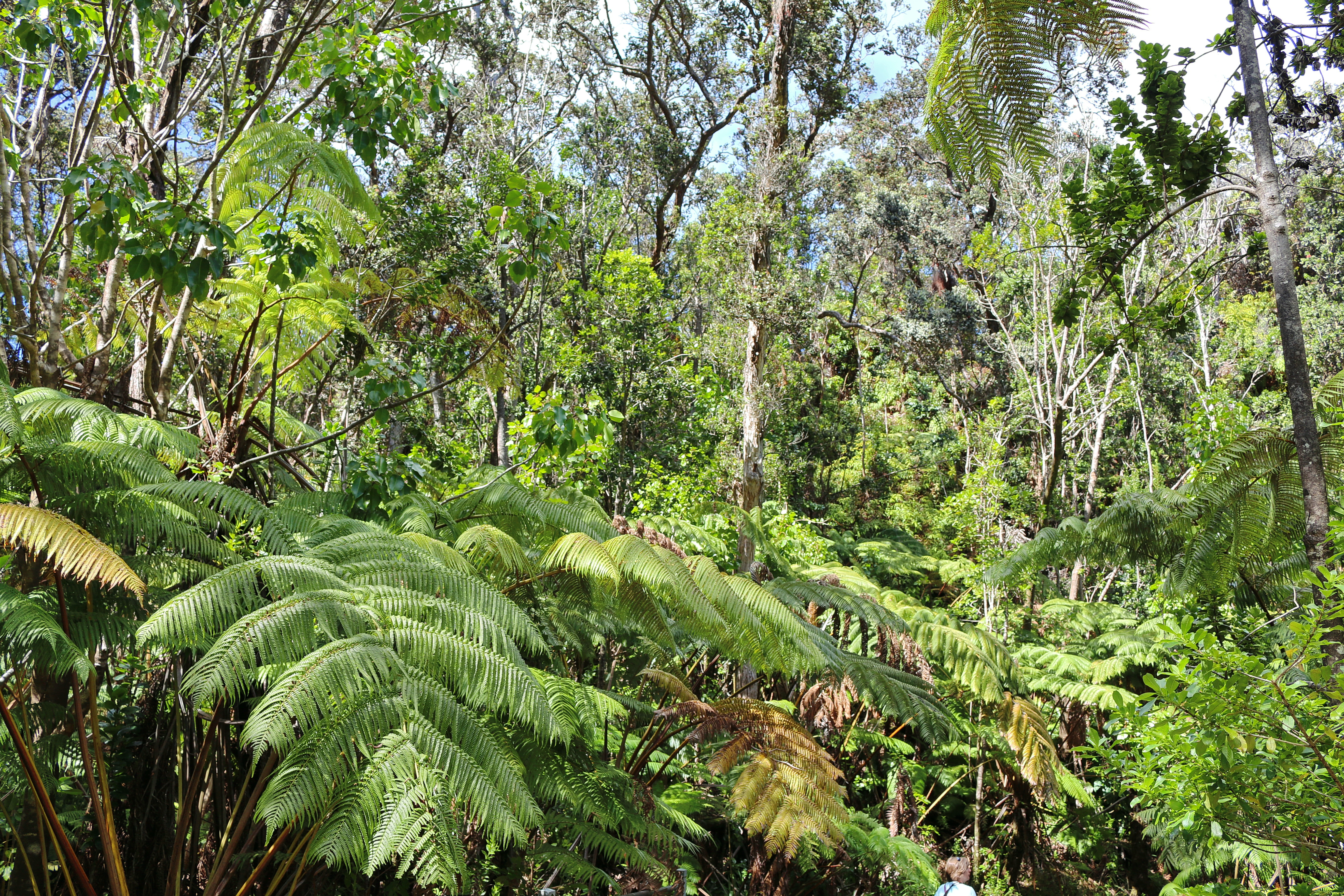
حديقة براكين هاواي الطبيعية 1
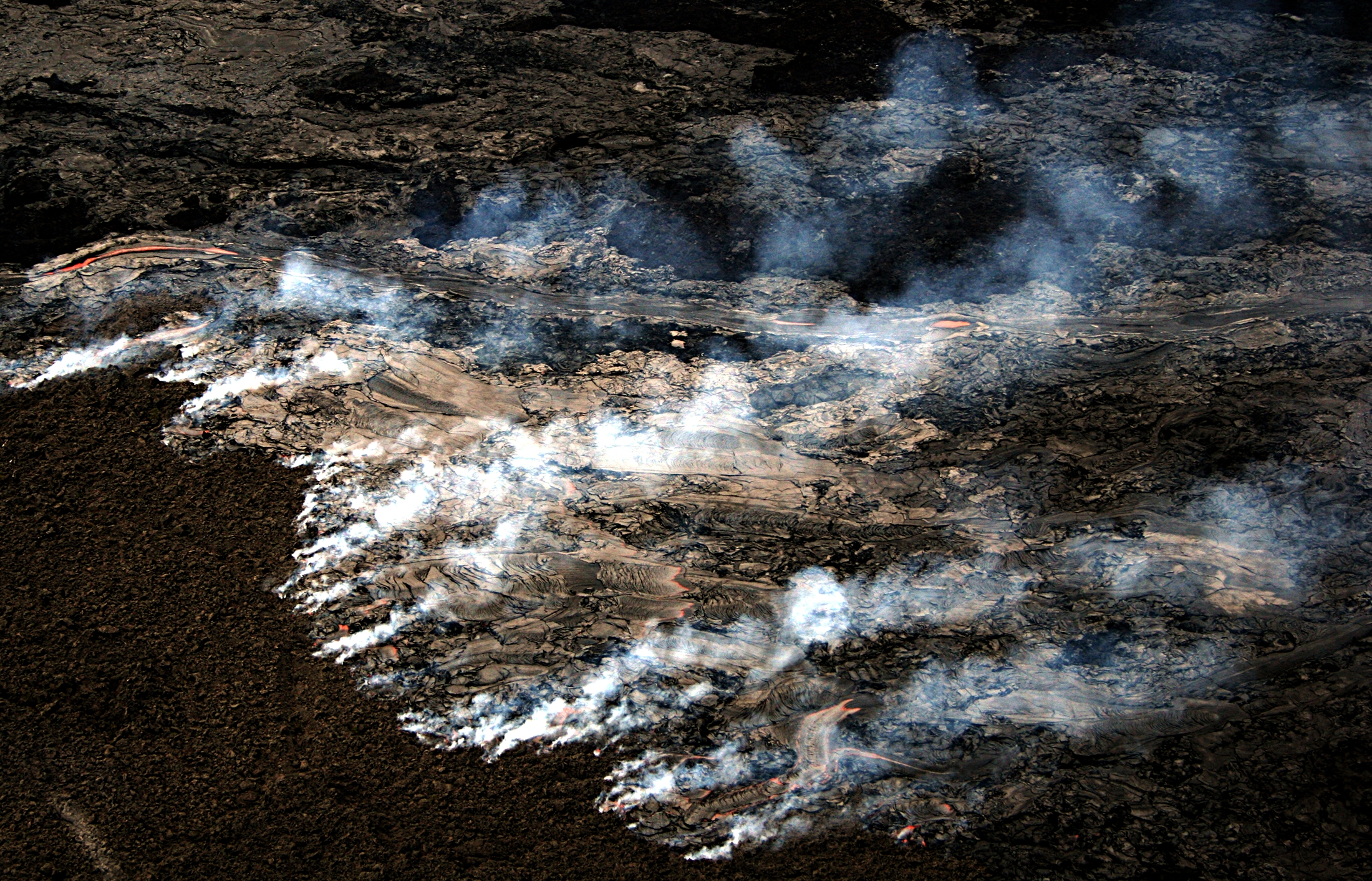
حديقة براكين هاواي الطبيعية 2
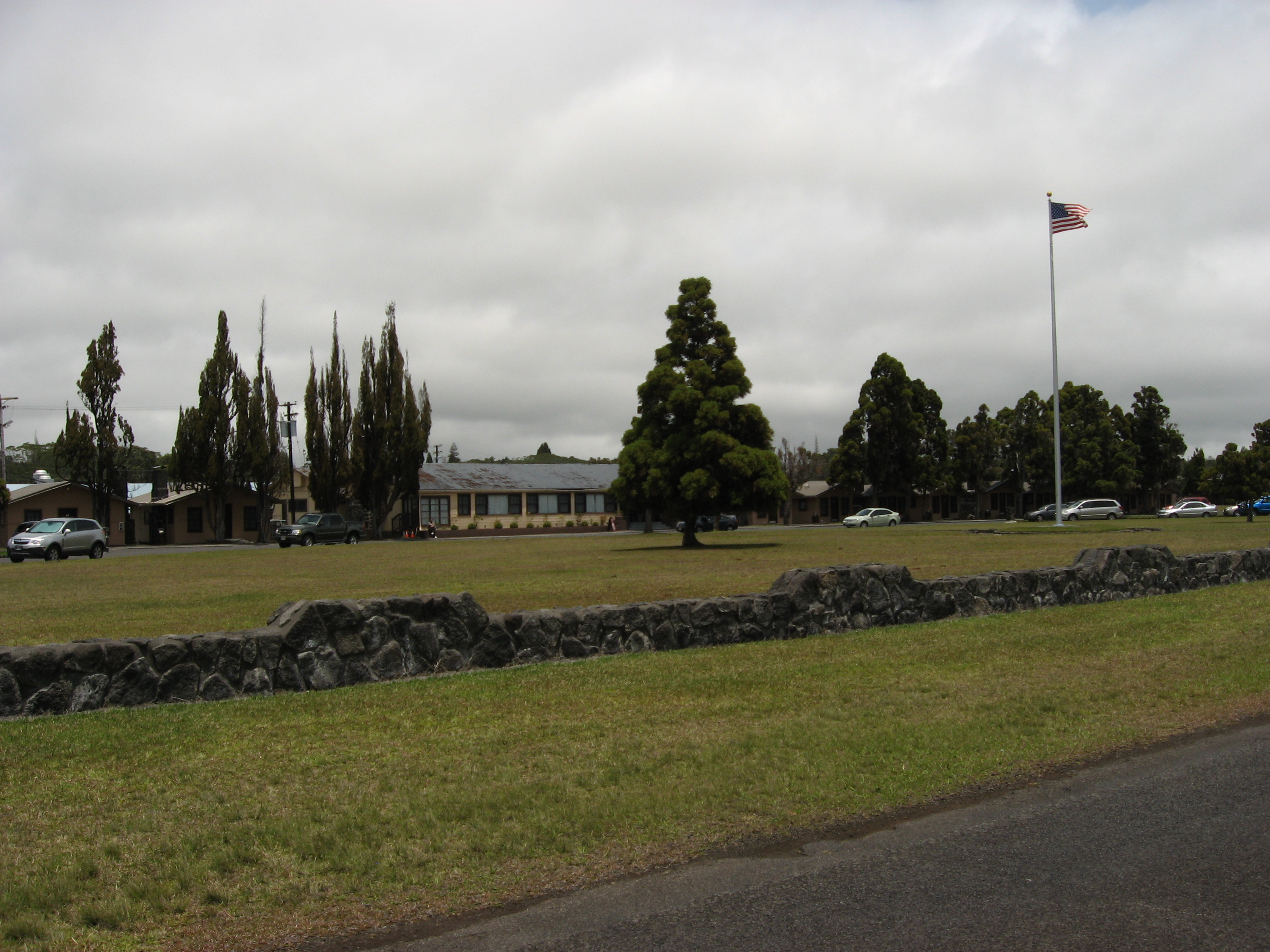
حديقة براكين هاواي الطبيعية 3
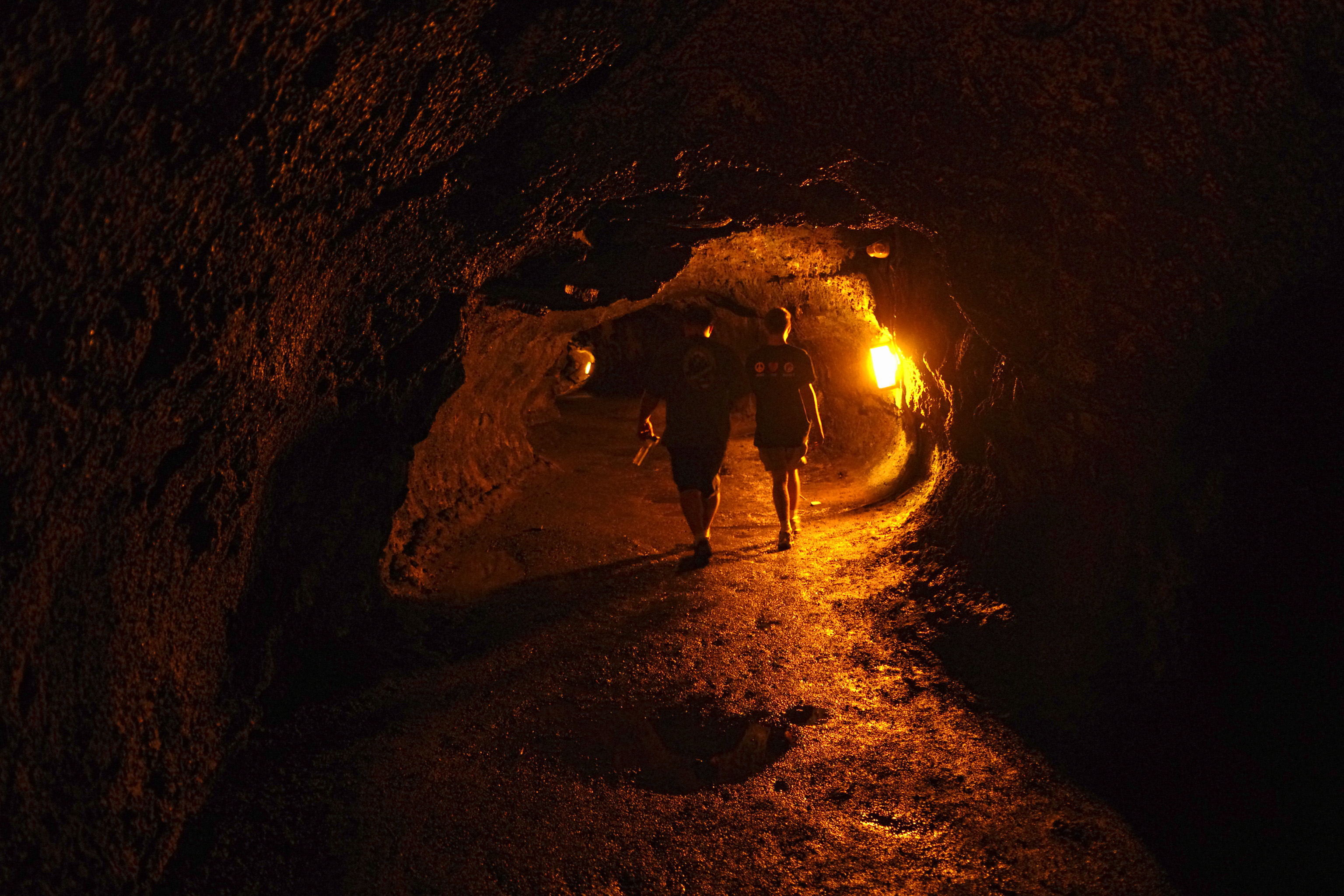
حديقة براكين هاواي الطبيعية 4
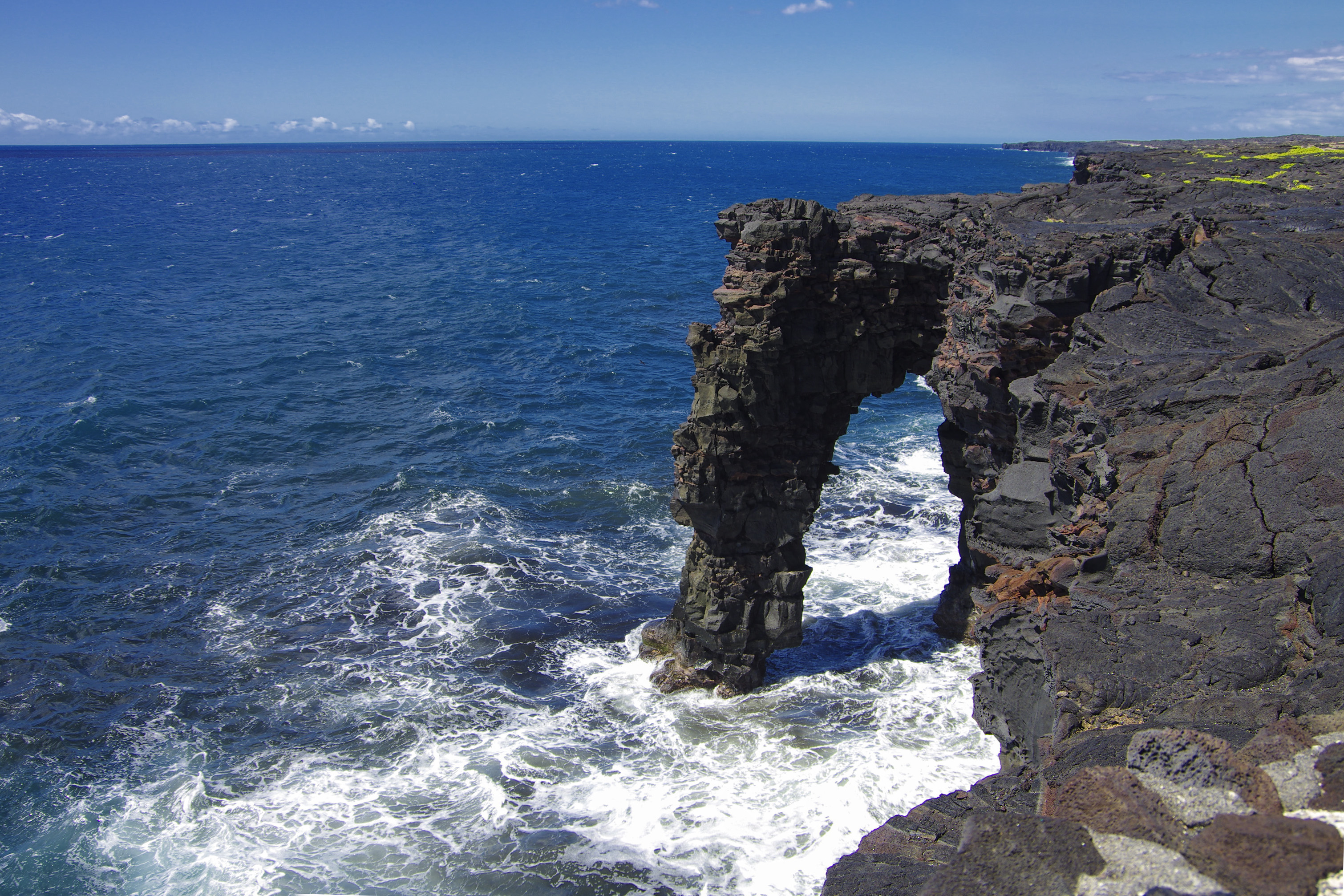
حديقة براكين هاواي الطبيعية 5